# Leandro Pimenta
Leandro António Coelho Pimenta (Albufeira, 9 luglio 1990) è un calciatore portoghese, centrocampista del Ferreiras.

## Carriera

### Club
Il 17 luglio 2013 ha firmato un contratto triennale con il Gil Vicente. Ha esordito nella Primeira Liga il 18 agosto successivo, partendo da titolare nella vittoria casalinga per 2-0 sull'Académica.

### Nazionale
Ha militato in quasi tutte le nazionali giovanili portoghesi, dall'Under-16 ed Under-21.

## Statistiche

### Presenze e reti nei club
Statistiche aggiornate all'11 febbraio 2022.
| Stagione           | Squadra            | Campionato         | Campionato | Campionato | Coppe nazionali | Coppe nazionali | Coppe nazionali | Coppe continentali | Coppe continentali | Coppe continentali | Altre coppe | Altre coppe | Altre coppe | Totale | Totale |
| Stagione           | Squadra            | Comp               | Pres       | Reti       | Comp            | Pres            | Reti            | Comp               | Pres               | Reti               | Comp        | Pres        | Reti        | Pres   | Reti   |
| ------------------ | ------------------ | ------------------ | ---------- | ---------- | --------------- | --------------- | --------------- | ------------------ | ------------------ | ------------------ | ----------- | ----------- | ----------- | ------ | ------ |
| 2009-2010          | Beira-Mar          | LdH                | 10         | 0          | CP+CdL          | 1+1             | 0               |                    | -                  | -                  |             | -           | -           | 12     | 0      |
| 2010-2011          | Fátima             | LdH                | 12         | 0          | CP+CdL          | 1+4             | 0               |                    | -                  | -                  |             | -           | -           | 17     | 0      |
| 2011-2012          | Atlético CP        | LdH                | 27         | 3          | CP+CdL          | 1+3             | 0               |                    | -                  | -                  |             | -           | -           | 31     | 3      |
| 2012-2013          | Benfica B          | LdH                | 34         | 1          |                 | -               | -               |                    | -                  | -                  |             | -           | -           | 34     | 1      |
| 2013-2014          | Gil Vicente        | PL                 | 13         | 0          | CP+CdL          | 2+3             | 0               |                    | -                  | -                  |             | -           | -           | 18     | 0      |
| 2014-2015          | Gil Vicente        | PL                 | 1          | 0          | CP+CdL          | 0+5             | 0               |                    | -                  | -                  |             | -           | -           | 6      | 0      |
| Totale Gil Vicente | Totale Gil Vicente | Totale Gil Vicente | 14         | 0          |                 | 10              | 0               |                    | -                  | -                  |             | -           | -           | 24     | 0      |
| gen.-giu. 2016     | Freamunde          | LdH                | 0          | 0          | CP+CdL          | -               | -               |                    | -                  | -                  |             | -           | -           | 0      | 0      |
| 2016-2017          | Freamunde          | LdH                | 30         | 2          | CP+CdL          | 1+1             | 0               |                    | -                  | -                  |             | -           | -           | 32     | 2      |
| Totale Freamunde   | Totale Freamunde   | Totale Freamunde   | 30         | 2          |                 | 2               | 0               |                    | -                  | -                  |             | -           | -           | 32     | 2      |
| 2017-2018          | Fafe               | CdP                | 13         | 1          | CP              | 0               | 0               |                    | -                  | -                  |             | -           | -           | 13     | 1      |
| gen.-giu. 2019     | Covilhã            | LdH                | 4          | 0          | CP+CdL          | -               | -               |                    | -                  | -                  |             | -           | -           | 4      | 0      |
| 2019-2020          | Covilhã            | LdH                | 2          | 0          | CP+CdL          | 0+1             | 0               |                    | -                  | -                  |             | -           | -           | 3      | 0      |
| Totale Covilhã     | Totale Covilhã     | Totale Covilhã     | 6          | 0          |                 | 1               | 0               |                    | -                  | -                  |             | -           | -           | 7      | 0      |
| 2021-2022          | Imortal            | CdP                | 5          | 0          | CP              | 0               | 0               |                    | -                  | -                  |             | -           | -           | 5      | 0      |
| Totale carriera    | Totale carriera    | Totale carriera    | 151        | 7          |                 | 23              | 0               |                    | -                  | -                  |             | -           | -           | 174    | 7      |

## Palmarès

### Club

#### Competizioni nazionali
- Segunda Liga: 1

Beira-Mar: 2009-2010